# عباس محبوب
عباس محبوب (زادهٔ ۱۳۲۸) بازیگر ایرانی است.

## زندگی
عباس محبوب فارغ‌التحصیل رشته هنرهای دراماتیک است و رشته بازیگری را زیر نظر استادانی چون حمید سمندریان، اسماعیل شنگله و پرویز تأییدی آموخته‌است. علاقهٔ او به بازیگری، از دوران مدرسه و بازی در نمایش‌های مدرسه‌ای آغاز شده بود. وی در سال ۱۳۵۴ به استخدام اداره تئاتر درآمد.
اولین حضور عباس محبوب در صحنه در سال ۱۳۴۶ بود. بعدها پس از حضور در چند فیلم کوتاه، اولین تجربه بازیگری‌اش در تلویزیون را در سال ۱۳۴۸ با بازی در نمایش تلویزیونی «مردی با دو دل» با کارگردانی پرویز کیمیاوی تجربه کرد. وی کار در سینما را در سال ۱۳۵۰ با بازی در فیلم «دیوار شیشه‌ای» به کارگردانی ساموئل خاچیکیان آغاز نمود. پس از انقلاب نیز، اولین فیلم او در سال ۱۳۶۴ و در فیلم «ستاره دنباله‌دار» به کارگردانی «سیروس کاشانی‌نژاد» بود.

## کارنامه هنری

### سینما
1. بابا سیبیلو (۱۳۹۹)
2. سلفی با رستم (۱۳۹۸)
3. پیشی میشی (۱۳۹۸)
4. لازانیا (۱۳۹۶)
5. دراکولا (۱۳۹۴)
6. رسوایی (۱۳۹۱)
7. بازگشت به آینده (۱۳۹۰)
8. چک (۱۳۹۰)
9. صداست که می‌ماند (۱۳۹۰)
10. چشمک (۱۳۸۷)
11. تارزن و تارزان (۱۳۸۰)
12. کلید ازدواج (۱۳۷۶)
13. پشت دیوار شب (۱۳۷۶)
14. تنگنا (۱۳۷۴)
15. بوی خوش زندگی (۱۳۷۳)
16. من زمین را دوست دارم (۱۳۷۲)
17. ماه عسل (۱۳۷۱)
18. مخترع ۲۰۰۱ (۱۳۷۰)
19. چاووش (۱۳۶۹)
20. ستاره دنباله‌دار (۱۳۶۴)
21. جبار سرجوخه فراری (۱۳۵۲)
22. دیوار شیشه‌ای (۱۳۵۰)

### تلویزیون
| سال       | نام                         | سمت          | کارگردان             | توضیحات                                     |
| --------- | --------------------------- | ------------ | -------------------- | ------------------------------------------- |
| ۱۴۰۳      | دربندون                     | بازیگر       | حسن لفافیان          | شبکه ۳                                      |
| ۱۴۰۱      | جزر و مد                    | بازیگر       | علی عبدالعلی زاده    | شبکه ۲                                      |
| ۱۳۹۹      | چای نت                      | بازیگر       | آرش تیمور نژاد       | شبکه ۵                                      |
| ۱۳۹۸      | حکایت‌های کمال               | بازیگر       | قدرت‌الله صلح میرزایی | شبکه ۲                                      |
| ۱۳۹۸      | دنگ و فنگ روزگار            | بازیگر       | جواد مزدآبادی        | شبکه ۱                                      |
| ۱۳۹۸      | زوج یا فرد                  | بازیگر       | علیرضا نجف زاده      | شبکه ۳                                      |
| ۱۳۹۸      | شش قهرمان و نصفی            | بازیگر       | حسین قناعت           | شبکه ۵(تهران)                               |
| ۱۳۹۶      | مرز خوشبختی                 | بازیگر       | حسین سهیلی‌زاده       | شبکه ۲                                      |
| ۱۳۹۲–۱۳۹۳ | معراجی‌ها                    | بازیگر       | مسعود ده‌نمکی         | شبکه ۱                                      |
| ۱۳۹۲–۱۳۹۳ | خوب، بد، زشت                | بازیگر       | منوچهر هادی          | در نقش «اژدر»                               |
| ۱۳۹۲      | تله‌فیلم «شیر یا خط»         | بازیگر       | فرشاد ارج            |                                             |
| ۱۳۹۱      | تله‌فیلم «نیش»               | بازیگر       | مجید صالحی           |                                             |
| ۱۳۹۱      | تله‌فیلم «شاعر وبرادران»     | بازیگر       | عباس مرادیان         |                                             |
| ۱۳۹۰      | تله‌فیلم «همسر مزاحم»        | بازیگر       | محمد بصیری           |                                             |
| ۱۳۸۹      | موج و صخره                  | بازیگر       | مجید صالحی           | در نوروز ۱۳۹۰ از شبکه تهران پخش شد.         |
| ۱۳۸۸      | دفترخانه شماره ۱۳           | بازیگر مهمان | سید وحید حسینی       | شبکه ۱                                      |
| ۱۳۸۸      | تله‌فیلم «به روح پدرم»       | بازیگر       | سید جواد رضویان      | شبکه ۱                                      |
| ۱۳۸۸      | تله‌فیلم «عمری مثل گل»       | بازیگر       | محمدعلی اسحاقی       | شبکه ۳                                      |
| ۱۳۸۷      | غیرمحرمانه                  | بازیگر       | مسعود رسام           |                                             |
| ۱۳۸۶–۱۳۸۷ | تله‌فیلم «مزد عشق»           | بازیگر       | محمود مقامی          |                                             |
| ۱۳۸۷–۱۳۸۶ | پاتوق                       | بازیگر مهمان | شاهین باباپور        | شبکه ۱                                      |
| ۱۳۸۶      | یک وجب خاک                  | بازیگر       | علی عبدالعلی‌زاده     |                                             |
| ۱۳۸۵      | ترش و شیرین                 | بازیگر       | رضا عطاران           |                                             |
| ۱۳۸۲      | رؤیای ناتمام                | بازیگر       | جواد اردکانی         |                                             |
| ۱۳۸۲      | بانکی‌ها                     | بازیگر       | مهدی مظلومی          |                                             |
| ۱۳۸۱      | زیر آسمان شهر ۳             | بازیگر مهمان | مهران غفوریان        | شبکه ۳                                      |
| ۱۳۸۰      | زیر آسمان شهر ۲             | بازیگر مهمان | مهران غفوریان        | شبکه ۳                                      |
| ۱۳۸۰      | گروهان ۳                    | بازیگر       | -                    |                                             |
| ۱۳۷۹      | خواب دیدم کودکی‌ام را        | بازیگر       | مرتضی شاملی          |                                             |
| ۱۳۷۹      | خندان                       | بازیگر       | قاسم جعفری           | مجموعهٔ ۱۳ قسمتی از تولیدات شبکهٔ جهانی جام‌جم |
| ۱۳۷۹      | آبدارشاه                    | بازیگر       | رحیم رحیمی‌پور        | شبکه ۲                                      |
| ۱۳۷۸      | پدرخوانده                   | بازیگر       | کامران قدکچیان       |                                             |
| ۱۳۷۸      | پرواز سپید                  | بازیگر       | -                    |                                             |
| ۱۳۷۸      | این چند نفر                 | بازیگر       | مهران غفوریان        | شبکه ۳                                      |
| ۱۳۷۸      | کاشانه                      | بازیگر       | قاسم جعفری           | شبکه ۳                                      |
| ۱۳۷۸      | دردسر بزرگ                  | بازیگر       | علی عبدالعلی‌زاده     | در نوروز ۱۳۷۹ از شبکه ۲ پخش شد.             |
| ۱۳۷۵–۱۳۷۸ | آژانس دوستی                 | بازیگر مهمان | گروه کارگردانان      |                                             |
| ۱۳۷۵–۱۳۷۶ | ماجراهای آقا جمال           | بازیگر       | حمید اکرمی           | از برنامه «سیمای خانواده» پخش می‌شد.         |
| ۱۳۷۶      | روح فراموشکار               | بازیگر       | محمد بهرامی          | شبکه ۱                                      |
| ۱۳۷۶      | همه فرزندان من              | بازیگر       | محمد دستگردی         | شبکه ۱                                      |
| ۱۳۷۵      | خاله خانم                   | بازیگر       | منوچهر پوراحمد       | در نوروز ۱۳۷۶ از شبکه ۱ پخش شد.             |
| ۱۳۷۵      | جدال بی‌حاصل                 | بازیگر       | مسعود رشیدی          | از برنامه «سینمای خانواده» پخش می‌شد.        |
| ؟         | توی خونه                    | بازیگر       | ارژنگ امیرفضلی       | اواخر دهه هفتاد پخش می‌شد.                   |
| ۱۳۷۴      | ماجراهای آقا نوبر           | بازیگر       | حسین محب‌اهری         | از برنامه «سیمای خانواده» پخش می‌شد.         |
| ۱۳۷۲      | هتل                         | بازیگر       | محمدرضا پاسدار       | شبکه ۱                                      |
| ۱۳۷۱      | چمدان                       | بازیگر       | محمدرضا پاسدار       | شبکه ۱                                      |
| ۱۳۷۰–۱۳۷۱ | تعطیلات نوروزی              | بازیگر       | خسرو ملکان           | در نوروز ۱۳۷۱ از شبکه ۱ پخش شد.             |
| ۱۳۶۶      | میان‌پرده‌های بانک و بانکداری | بازیگر       | محمدرضا پاسدار       |                                             |
| ۱۳۶۶      | نفت پَر                      | بازیگر       | محمدرضا پاسدار       |                                             |
| ۱۳۵۶      | غارتگران                    | بازیگر       | محمد متوسلانی        |                                             |
| ۱۳۴۸      | مردی با دو دل               | بازیگر       | پرویز کیمیاوی        | شبکه ۱                                      |

### شبکه خانگی
| سال  | نام               | سمت    | کارگردان      | توضیحات |
| ---- | ----------------- | ------ | ------------- | ------- |
| ۱۳۹۲ | شیر یا خط         | بازیگر | فرشاد ارج     |         |
| ۱۳۹۰ | فراموشی           | بازیگر | عباس زریچی    |         |
| ۱۳۹۰ | آقای زرنگ         | بازیگر | اکبر صادقی    |         |
| ۱۳۸۹ | الم شنگه          | بازیگر | حسین قناعت    |         |
| ۱۳۸۹ | دامادی به نام صفر | بازیگر | فرشاد ارج     |         |
| ۱۳۸۸ | فراری             | بازیگر | سعید عالم‌زاده |         |
| ۱۴۰۱ | جوکر              | مهمان  | احسان علیخانی |         |
| ۱۴۰۱ | دیو و ماه‌پیشونی   | بازیگر | حسین قناعت    |         |